# Lorkaseryna
Lorkaseryna – organiczny związek chemiczny, potencjalny nowy lek zmniejszający łaknienie, który przeznaczony byłby do podawania doustnego w postaci tabletek (10 mg raz lub dwa razy na dobę), przy jednoczesnym wprowadzeniu zmian w nawykach żywieniowych i trybie życia. Działa centralnie. Jest wybiórczym agonistą receptora serotoninowego 5-HT2C w podwzgórzu. Wskazaniem do jego stosowania jest otyłość (wskaźnik BMI ≥ 30) lub nadwaga (wskaźnik BMI ≥ 27) przy jednoczesnym współistnieniu przynajmniej jednego czynnika zwiększającego śmiertelność i związanego z otyłością, np. cukrzyca typu 2. Obecnie lek znajduje się w fazie przedrejestracyjnej na terenie krajów UE i Wielkiej Brytanii. Został pozytywnie oceniony w USA przez komisję doradczą FDA – uznano na podstawie załączonych wyników badań doświadczalnych, że potencjalne korzyści przewyższają potencjalne działania niepożądane podczas długotrwałego stosowania w grupie osób z otyłością lub nadwagą. Ten związek chemiczny pretendujący do uznania za lek został opracowany przez firmę farmaceutyczną Arena Pharmaceuticals. Zastrzeżona nazwa handlowa (jeszcze niepotwierdzona) to Lorqess. Lorkaseryna byłaby medykamentem do leczenia otyłości przeznaczonym dla osób dorosłych.